# Milagro económico brasileño
Se denomina milagro económico brasileño a la época de crecimiento económico durante la Dictadura militar en Brasil, entre 1969 y 1973, en un período también conocido como los anos de chumbo (años de plomo en castellano). Durante esa etapa, la tasa de crecimiento del PIB saltó del 9,8% en 1968 hasta el 14% en 1973. Por su parte, la inflación pasó del 19,46% en 1968 hasta el 34,55% en 1974. Hubo un aumento de la concentración de renta y de la desigualdad.
Durante el milagro económico se fomentó una ideología prepotente bajo el lema de "Brasil potência", que se reforzó con la conquista del tercer Mundial de Fútbol en México en 1970, cuando se creó el eslogan: "Brasil, ámelo o déjelo". Durante el milagro, las subidas en las bolsas de valores brasileñas, que se habían iniciado al final de la década de 1960, llevaron a la economía a un clima de euforia generalizada – incentivado por canciones populistas como Pra frente Brasil –, tildada por Elio Gaspari de "patriotada". Según Reinaldo Gonçalves, profesor de la UERJ y economista. Fue, sin embargo, un período paradójico de la Historia del Brasil. Si leemos a Elio Gaspari, en su obra A Ditadura Escancarada:

O Milagre Brasileiro e os Anos de Chumbo foram simultâneos. Ambos reais, coexistiam negando-se. Passados mais de trinta anos, continuam negando-se. Quem acha que houve um, não acredita (ou não gosta de admitir) que houve o outro.

El Milagro Brasileño y los Años de Plomo fueron simultáneos. Ambos reales, coexistían negándose. Pasados más de treinta años, continúan negándose. Quien afirma que existió el uno, no tiene en cuenta (o no quiere admitir) que existió el otro.

## Inicio
En el gobierno de Juscelino Kubitschek, entre 1956 y 1961, Brasil pasó por un acelerado crecimiento económico basado en el llamado Plano de Metas, un plan económico quinquenal. El ideal desarrollista defendido por Kubitschek se asentaba en la política de sustitución de importaciones bajo la inspiración de la CEPAL y se centró, entre otras cosas, en la construcción de la nueva capital brasileña, Brasilia. Kubitschek promovió el despegue y consolidación de la industria automovilística brasileña, con la llegada de las plantas de las primeras factoeías de automóviles como General Motors do Brasil. Así mismo, promovió la industria de la construcción naval, la expansión de la industria pesada, la construcción de plantas siderúrgicas y grandes centrales hidroeléctricas, como la Usina Hidrelétrica de Três Marias en São João da Barra. La construcción de Furnas se inició en 1957 y se completó en 1963. Furnas formó uno de los mayores lagos artificiales del mundo que rodea a 34 ciudades y, lo que se conoce como "Mar de Minas Gerais". En energía eléctrica se alcanzó una tasa del 96 %, en la producción de petróleo crudo 75,5 %, y un 71 % para el refinado. Estas políticas energéticas respondieron al boicot de servicios de abastecimiento de energía. Se lanzó un plan quinquenal que permitía la reducción de las importaciones mediante una política de sustitución de importaciones que favorecieran el crecimiento nacional de la economía; en segundo lugar, procurar la expansión de la pequeña industria de base (siderurgia, energía, petroquímica) para evitar que el aumento de la producción de bienes industriales de consumo final, ampliada por la política de sustitución de importaciones, para evitar que provocara un aumento sustancial de las importaciones de productos de consumo básico que la nueva industria necesitaría de manera creciente. Se llegaron a construir 20 000 kilómetros de carreteras pavimentadas y se pavimentaron unos 5 600 kilómetros de carreteras existentes, así literalmente, se allanó el camino para el aumento de la producción en la industria automotriz nacional. Implementado la industria de la construcción naval, creció la producción de petróleo desde 6 800 hasta 100 000 barriles diarios. Construyó la Refinería Duque de Caxias, el aumento de la capacidad total instalada de 3 000 000 de kilovatios en 1954 a 4 700 000, al cabo de cinco años mostró su afán de expandir la autosuficiencia energética en Brasil. Se creó la Comisión Nacional de Energía Nuclear.
Al final del período la debilidad política tras la renuncia de Jânio Quadros y la situación de impasse siguiente, hasta el nombramiento de João Goulart (1961-1964). En 1964 se produjo un Golpe de Estado en Brasil  contra el presidente João Goulart por militares brasileños con el apoyo del gobierno de los Estados Unidos, la noche del martes 31 de marzo de 1964. que dio inicio a la dictadura de Castelo Branco, fue aprobado un primer Programa de Acción Económica del Gobierno - PAEG, con dos objetivos básicos: formular políticas conyunturales para combatir la inflación, así como acometer reformas estructurales
Las principales ciudades brasileñas fueron ocupadas por soldados armados, tanques y coches militares. En la ciudad de Río de Janeiro, la sede de la UNE fue incendiada.[cita requerida] Las asociaciones que apoyaban a Goulart fueron ocupadas por soldados, entre ellas los sindicatos y las sedes de partidos políticos.[cita requerida] El Congreso, bajo presión militar, designaría al general Humberto de Alencar Castelo Branco como presidente de Brasil el 15 de abril de 1964.
Tras un período de ajuste, entre marzo de 1964 hasta diciembre de 1967, marcado por la reorganización del sistema financiero brasileño y por la recuperación de la capacidad fiscal del Estado, en 1968 se inició un período de fuerte crecimiento económico. De 1968 a 1973 el PIB brasileño creció a una tasa media por encima de 10% al año[cita requerida], la inflación osciló entre 15% y 20% al año. Antônio Delfim Netto, el llamado "superministro", fue el principal arquitecto y ejecutor de las políticas económicas de esa fase.
Algunos lo han comparado al Green Field Market, expresión inglesa para definir el crecimiento económico de gigantes como la República Popular China, en la que el crecimiento se basa en el hecho de que muchos nuevos sectores estén abriéndose paso a la vez, lo que posibilita un rápido y vertiginoso aumento de la actividad económica general.
Incluso servicios públicos como la educación fueron restringidos y sufrieron una evidente reducción de la inversión estatal. El desarrollo de la industria, por otro lado, se produjo a costa de un gran endeudamiento público.
La deuda externa de Brasil se multiplicó por 30. Si el producto interno bruto creció como nunca antes, la represión limitó el poder de negociación de los sindicatos y los salarios de los trabajadores se hundieron durante dos décadas de ajustes por debajo de la inflación

## Compañías públicas

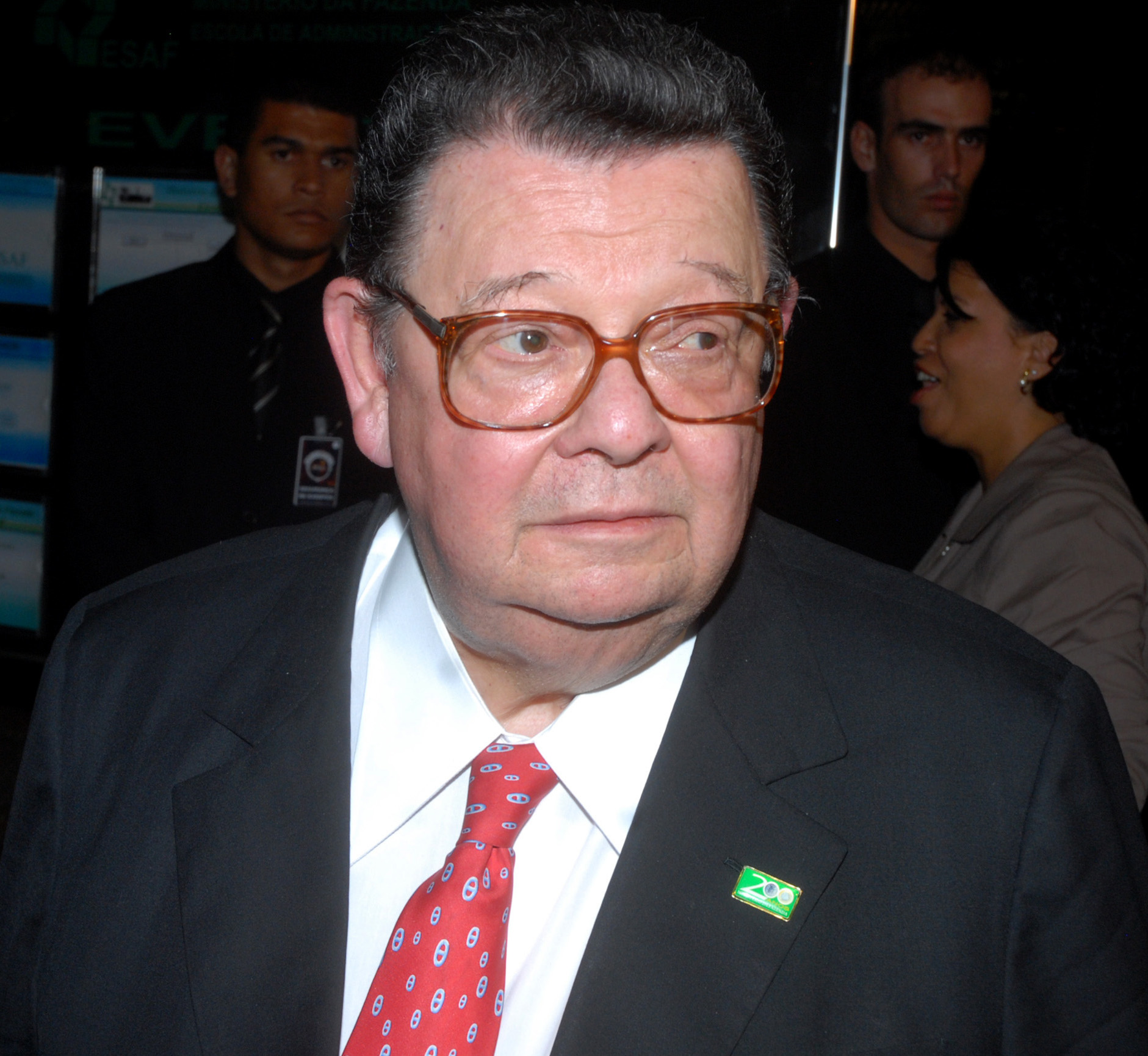
Antônio Delfim Netto.

En 1967, asumen el mando de la economía el "superministro" Antônio Delfim Netto y su mano derecha, el ministro interino José Flávio Pécora. Delfim parte de que el PAEG ha provocado una caída de la demanda interna, causando recesión y reducción del nivel de empleo. Según Delfim, el desarrollo interno del mercado brasileño se ha de bastar para generar crecimiento. En ese contexto de recesión, el gobierno adopta medidas de inspiración keynesiana, aumentado la inversión en las empresas estatales, ahora recapitalizadas. 
El Estado invirtió mucho en la industria pesada, siderurgia, petroquímica, construcción naval y generación de energía hidroeléctrica. El éxito de esa política económica se hizo evidente con prontitud: el crecimiento de la producción de bienes duraderos de consumo en Brasil de aquel periodo alcanzó la tasa media del 23,6% al año, y el de bienes de capital, el 18,1%. Las empresas estatales crecieron.

## Obras faraónicas
Durante el milagro económico, con objetivo de romper la estagnação que se hube seguido al gobierno Kubitschek, y visando estimular el crecimiento económico, además de promover la integración nacional, el gobierno militar trató de implementar varios programas en las áreas de transportes, energía y estrategia militar. La prensa en la época, que, en razón de la censura vigente no podía criticar directamente al gobierno, se refirió a algunos de esos proyectos como "faraónicos", aludiendo a las grandes infraestructuras de importancia dudosa. Sin embargo, a la largo de los años, la mayoría de esas obras, como la presa de Itaipú o del puente Río-Niterói, se reveló importante y necesaria.

### Programa nuclear brasileño
En 1972 se inicia la construcción de la central nuclear Angra 1 a través de la adquisición de un reactor nuclear francés. El dominio de la tecnología nuclear redundaría, según la opinión del Gobierno, en el mantenimiento de la soberanía nacional.
Por su parte, a través de negociaciones con Paraguay, en la década de 1970 se estrechan lazos para mejorar la cooperación entre los dos países y poder levantar la Represa de Itaipú, un gigante que permitió traspasar gran cantidad de generación eléctrica. La central hidroeléctrica, iniciada en 1975 y finalizada en 1982, sigue siendo la mayor fábrica hidroeléctrica del país en la actualidad.

### Integración económica de la Región Norte
Buscando la integración de la Región Norte de Brasil con el resto del país, el gobierno tomó una serie de medidas que permitirían su ocupación y desarrollo. Para eso, fue retomado el antiguo Proyecto Radam, cuyo objetivo no era sino mapear y monitorizar la vasta región amazónica. Se creó una zona especial de incentivo fiscal en Manaus (Zona Franca de Manaus), para romper con el estancamiento económico de la ciudad. También se construyó un extenso carril no pavimentado que partía del Noreste y cruzaba la mayor parte de la Amazonia Legal.

## Concentración de renta
A pesar de haber alcanzado el equilibrio en las cuentas externas, la deuda nacional creció exponencialmente en ese período, lo que fue posible por el elevado grado de liquidez internacional. Los países productores de petróleo, con la subida de los precios del crudo, sobre todo a partir de 1971, y especialmente tras la crisis del petróleo de 1973, dispusieron de gran liquidez, acumulando miles de millones de dólares en caja. Brasil abusó de esa financiación para consolidar su crecimiento y aumentar sus reservas internacionales.
Para favorecer su crecimiento, Brasil necesitaba aumentar su ahorro interno. En ese debate, prevaleció la idea de adoptar una política económica de distribución de renta, ya que las clases de renta más elevada ahorrarían más rápidamente que las de bajos ingresos. Así, según esa teoría, si la renta nacional favorecía a los más pobres, el ahorro interno caería. Con ello se adoptó una política salarial que los sindicatos apodaron de "ahorro salarial". El salario mínimo real sufrió una disminución del 25%, bajó otro 15% entre 1967 y 1973.
De esta forma, las ventajas del crecimiento económico no fueron igualmente distribuidas entre las distintas capas de la población y quedaron concentradas principalmente en las clases de renta alta. El salario mínimo real siguió perdiendo peso, gracias a la situación de "pleno empleo"[cita requerida] que hubo en el período y la corrección monetaria del ahorro protegía de la inflación a la clase media y media alta -que tenían cuentas bancarias-, pero no a las clases bajas, que veían sus ingresos transferidos a las clases altas, aumentando la concentración de renta.
Los datos de 1970 muestran que el 5% más rico de la población aumentó su participación en la renta nacional en un 9% (en relación con 1960) y tenían el 36,3% de la renta nacional. La franja del 80% más pobre disminuyó su participación en el 8,7% en el período, y se quedó con el 36,8% de la renta. A pesar del rápido crecimiento económico y de la condición de pleno empleo que eso provocó, hubo un "empobrecimiento de los más pobres": ellos simplemente no aumentaron sus ingresos, pues estos eran corroídos en valor real por una galopante inflación. El crecimiento económico fue vigoroso: el consumo de energía eléctrica crecía un 10% al año, las fábricas de automóviles produjeron, en 1970, 307.000 turismos, el triple del número producido en 1964. Los trabajadores tenían en casa 4,58 millones de televisores, frente a 1,66 millones de 1964.
Según datos divulgados por el IPEAData, el coeficiente de Gini brasileño era de 50,0 en 1960, habiendo empeorado hasta el 57,0 en 1970 y hasta un 62,0 en 1977. Durante los últimos años, osciló ligeramente. En 2008) alcanzó 52,0, lo que revela una lenta mejoría, no habiendo retornado a los niveles de la década de 1960. Sin embargo, una corriente de investigadores cree que los coeficientes de Gini no son un método apropiado para el análisis de la distribución de renta en el período. Para ellos, es preciso recordar que en la época hubo un intenso flujo migratorio del campo hacia la ciudad, lo que provocó la expulsión de los trabajadores rurales de sus propiedades, amparada en la promulgación del Estatuto del Trabajador Rural de 1963, modificado en 1973.
Parte de esa inmensa masa migratoria fue absorbida por la industria, la construcción civil, las industrias pesadas que no exigían estudios y, en menor número, por el comercio. Los emigrantes se fueron a vivir a las favelas en el entorno de las grandes ciudades, donde tuvieron que lidiar con una serie de nuevos gravámenes monetarios a los cuales no estaban habituados: alquiler, agua, luz, gas, transporte colectivo etc. La situación social y económica de ese contingente migratorio se agravó debido a la baja escolaridad media, que les impedía disputar mejores puestos en el mercado laboral, y a la estructura ineficiente de los servicios públicos.

O trabalho regular, "com carteira assinada", chegou a cobrir mais de 2/3 da população de São Paulo. O subemprego - os que trabalham nas ocupações de menor produtividade - sofreu queda marcante ao longo daqueles anos de crescimento. A mera transferência de contingentes expressivos de mão-de-obra ocupada na agricultura para empregos na indústria, na construção civil e nos serviços funcionais teve impacto significativo no grau de pobreza.

Hubo un intento por parte del Gobierno militar de resolver el problema de distribución de renta que, además de revelarse insuficiente, atendía sólo a la zona rural: en 1971 fue creado, por la Ley Complementaria nº 11 de 25 de mayo de 1971, durante el gobierno Médici, el Prorural, que concedía medio salario mínimo mensual a todo labrador o pequeño propietario que completara 65 años. El "milagro económico" escondía una gran desigualdad, como se afirma en el libro El milagro económico Brasileño, de Carlos Frederico Pereira de Silva Gamma:

Em 1979, apenas 4% da população economicamente ativa do Rio de Janeiro e São Paulo ganha acima de dez salários mínimos. A maioria, 40%, recebe até três salários mínimos. Além disso, o valor real do salário mínimo cai drasticamente. Em 1959, um trabalhador que ganhasse salário mínimo precisava trabalhar 65 horas para comprar os alimentos necessários à sua família. No final da década de 70 o número de horas necessárias passa para 153. No campo, a maior parte dos trabalhadores não recebe sequer o salário mínimo.

## Crash bursátil de 1971
El crash bursátil de 1971 anticipó unos meses la crisis económica internacional de 1973. Lo que se inició en junio de 1971 fue el fin de la segunda mayor burbuja especulativa de la historia brasileña en términos relativos, si nos atenemos al número de participantes en relación con la población total y a la diversidad de clases a las que pertenecían.
El alza de las bolsas de valores brasileñas, principalmente las de Río de Janeiro y São Paulo, al final de la década de 1960, estaba dentro del panorama de euforia económica del período. Al final de 1970 no había indicios objetivos de lo que iba a ocurrir unos meses más tarde. Las acciones se habían apreciado hasta en un 400% en el período y pocos percibieron la inminencia del crash.
No hubo un día específico de caída. Las condiciones del mercado de capitales en Brasil ayudaron a facilitar la caída de la liquidez monetaria. Caída que prosiguió hasta 1973, cuando la crisis económica mundial arrastró los capitales a sus respectivos feudos. Los efectos psicológicos se dejarían sentir por muchos años. Los pequeños inversores se alejaron de los mercados y los especuladores) se estrellaron una y otra vez en ventas cortas miopes. Para mayor pesar, ambas crisis se vieron sacudidas por la Crisis de la deuda latinoamericana en el inicio de la década siguiente.

## El fin del milagro
Tras la prolongada caída de la bolsa, el crecimiento de la economía brasileña disminuyó. En 1973 llegaron los primeros embates de la Crisis del petróleo, cuando el precio del barril se elevó de US$ 3,37 hasta US$ 11,25 dólares. La crisis provocó la aceleración de la tasa de inflación en todo el mundo y principalmente en Brasil, donde pasó del 15,5% en 1973 hasta el 34,5% en 1974. El fin de las importaciones fue una de las primeras medidas adoptadas, lo que perjudicó aún más la economía de Brasil. Se restringió el mercado externo, fundamental para las exportaciones, y no se supo seleccionar las importaciones de bienes de equipo necesarias. El efecto fue que el crecimiento disminuyó en el período 1974-1979, pasando a una media del 6,5%; en la época del "milagro" las tasas de crecimiento eran, de media, superiores al 10% anuales, alcanzando picos del 13%.
La balanza comercial brasileña, a partir de 1974, presentó enormes déficits causados principalmente por la importación de petróleo, que ultrapasaron los 4 mil millones de dólares al año. La capacidad de generación de divisas se hizo insuficiente para sostener el ritmo del crecimiento. Hubo dos tipos de inflación, la oficial, que servía de índice, y la verdadera, que se deducía por el alta tasa de intereses, llegando a superar en 50% los índices oficiales. A finales de esa década, la inflación llegó al 94,7% anual; en 1980 ya era de aproximadamente 110% y en 1983 alcanzó el nivel del 200%.